# Praia da Poça
Praia da Poça
A praia da Poça é uma praia marítima, de tipologia urbana e uso intensivo, localizada em São João do Estoril, no Município de Cascais. Está situada perto da Estrada Marginal, delimitada por duas encostas onde se situam o Forte Velho e o Forte de São Teodósio da Cadaveira. A sua frente de praia é arenosa, de declive suave. O acesso à praia pode ser feito a pé, através da Estrada Marginal, do Paredão de Cascais ou do túnel que a liga ao Vale de Santa Rita. Existem parques de estacionamento no Vale de Santa Rita e nas encostas que a limitam. Está dotada de restaurantes e bares, um posto médico e de primeiros socorros, sendo vigiada na época balnear.
Para além dos fortes, possui como pontos de interesse os imponentes casarões na sua envolvente e o edifício que alojava os Banhos Termais da Poça.
Neste lugar desaguava a ribeira da Cadaveira.

## Galeria

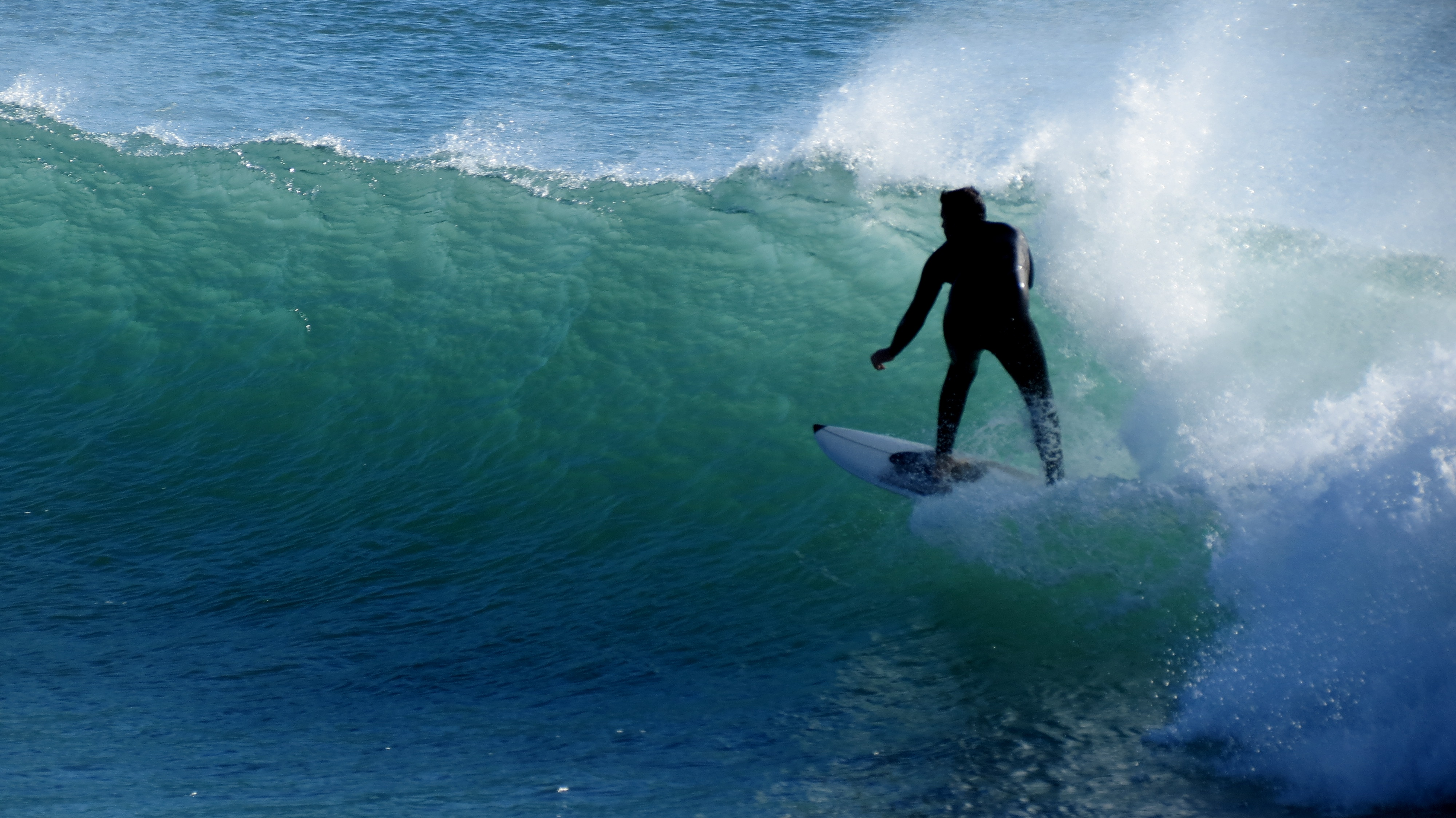
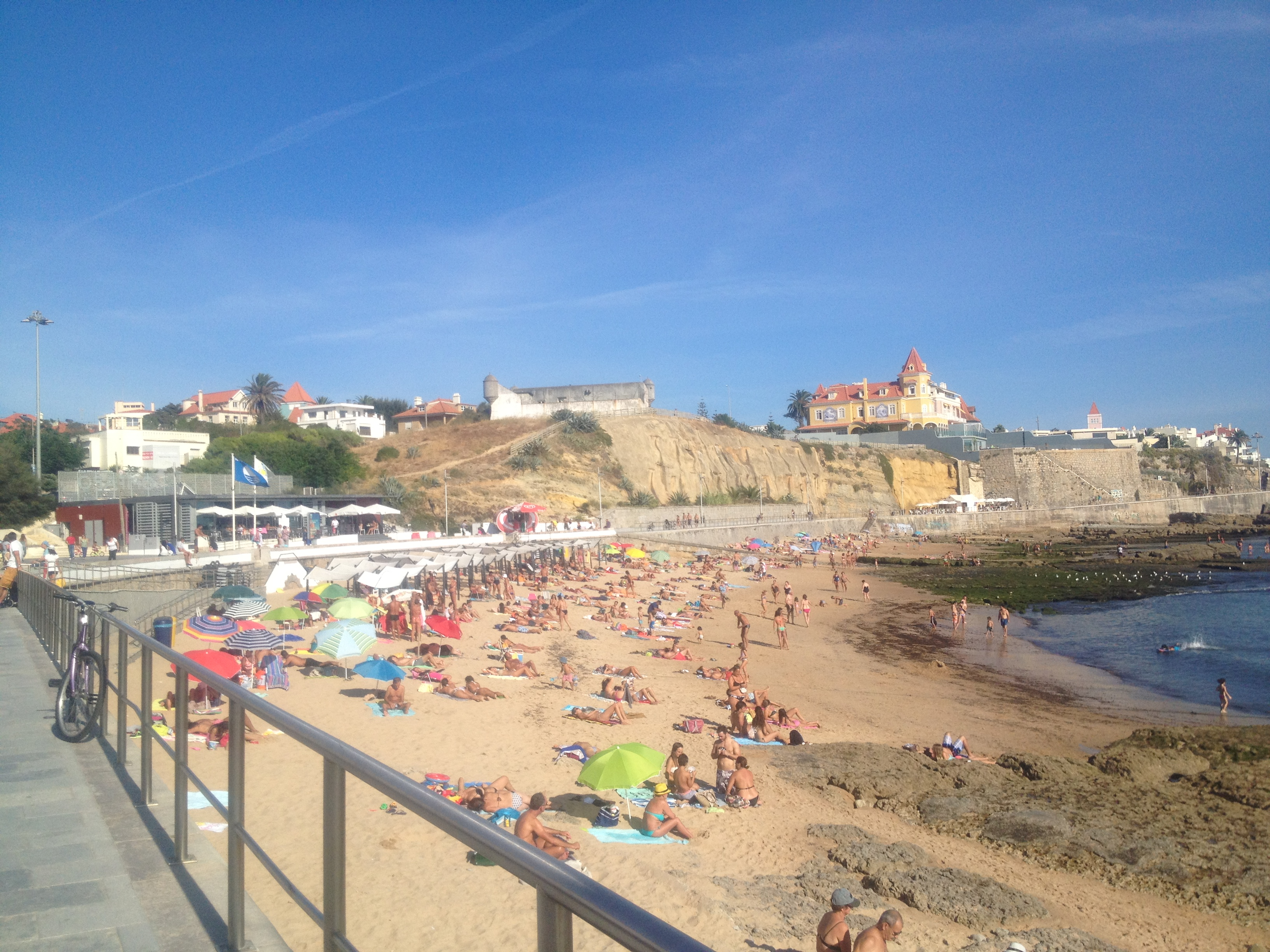
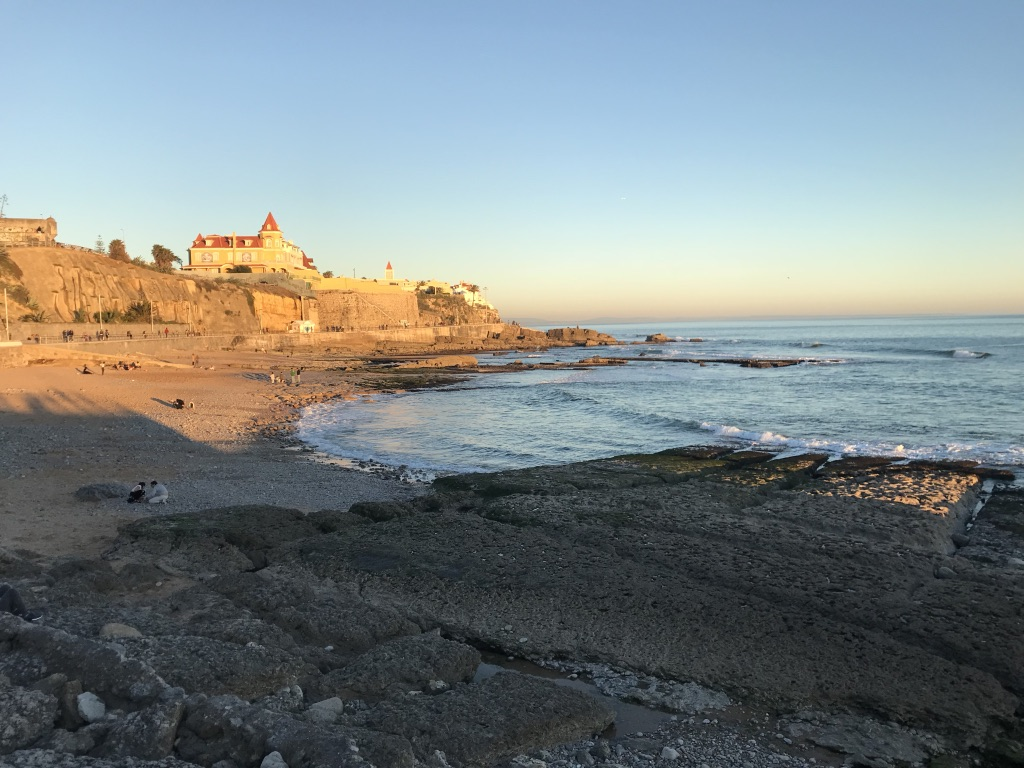